# Powiat Schaumburg
Powiat Schaumburg (niem. Landkreis Schaumburg) – powiat w niemieckim kraju związkowym Dolna Saksonia. Siedziba powiatu Schaumburg znajduje się w mieście Stadthagen.

## Podział administracyjny
Powiat Schaumburg składa się z:
- 4 miast
- 1 samodzielnej gminy (niem. Einheitsgemeinde)
- 7 gmin zbiorowych (Samtgemeinde)

Miasta:
| Lp. | Nazwa miasta | Ludność (31.12.2008) | Powierzchnia km² |
| --- | ------------ | -------------------- | ---------------- |
| 1   | Bückeburg    | 20.674               | 68,84            |
| 2   | Obernkirchen | 9.609                | 32,55            |
| 3   | Rinteln      | 27.223               | 109,00           |
| 4   | Stadthagen   | 22.638               | 60,27            |

Gminy samodzielne:
| Lp. | Nazwa gminy | Ludność (31.12.2008) | Powierzchnia km² |
| --- | ----------- | -------------------- | ---------------- |
| 1   | Auetal      | 6.317                | 62,15            |

Gminy zbiorowe:
| Lp. | Nazwa gminy   | Ludność (31.12.2008) | Powierzchnia km² | Liczba gmin |
| --- | ------------- | -------------------- | ---------------- | ----------- |
| 1   | Eilsen        | 6.840                | 13,90            | 5           |
| 2   | Lindhorst     | 8.177                | 34,34            | 4           |
| 3   | Nenndorf      | 16.964               | 51,40            | 4           |
| 4   | Niedernwöhren | 8.586                | 64,42            | 6           |
| 5   | Nienstädt     | 10.557               | 30,06            | 4           |
| 6   | Rodenberg     | 15.804               | 86,21            | 6           |
| 7   | Sachsenhagen  | 9.582                | 62,00            | 4           |